# Mesothuria
Genre
Les Mesothuriidae forment un genre de concombres de mer de la famille des Mesothuriidae.

## Liste des genres
Selon World Register of Marine Species (29 octobre 2014) :

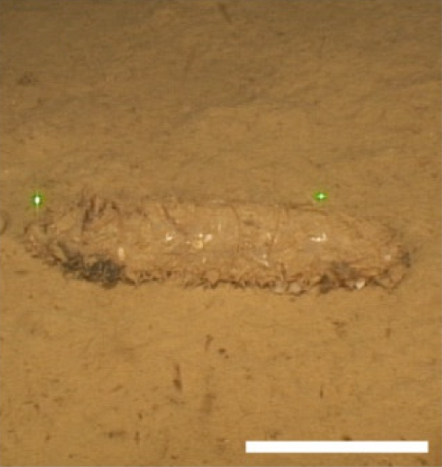
Mesothuria intestinalis in situ en Méditerranée (800 m de profondeur).

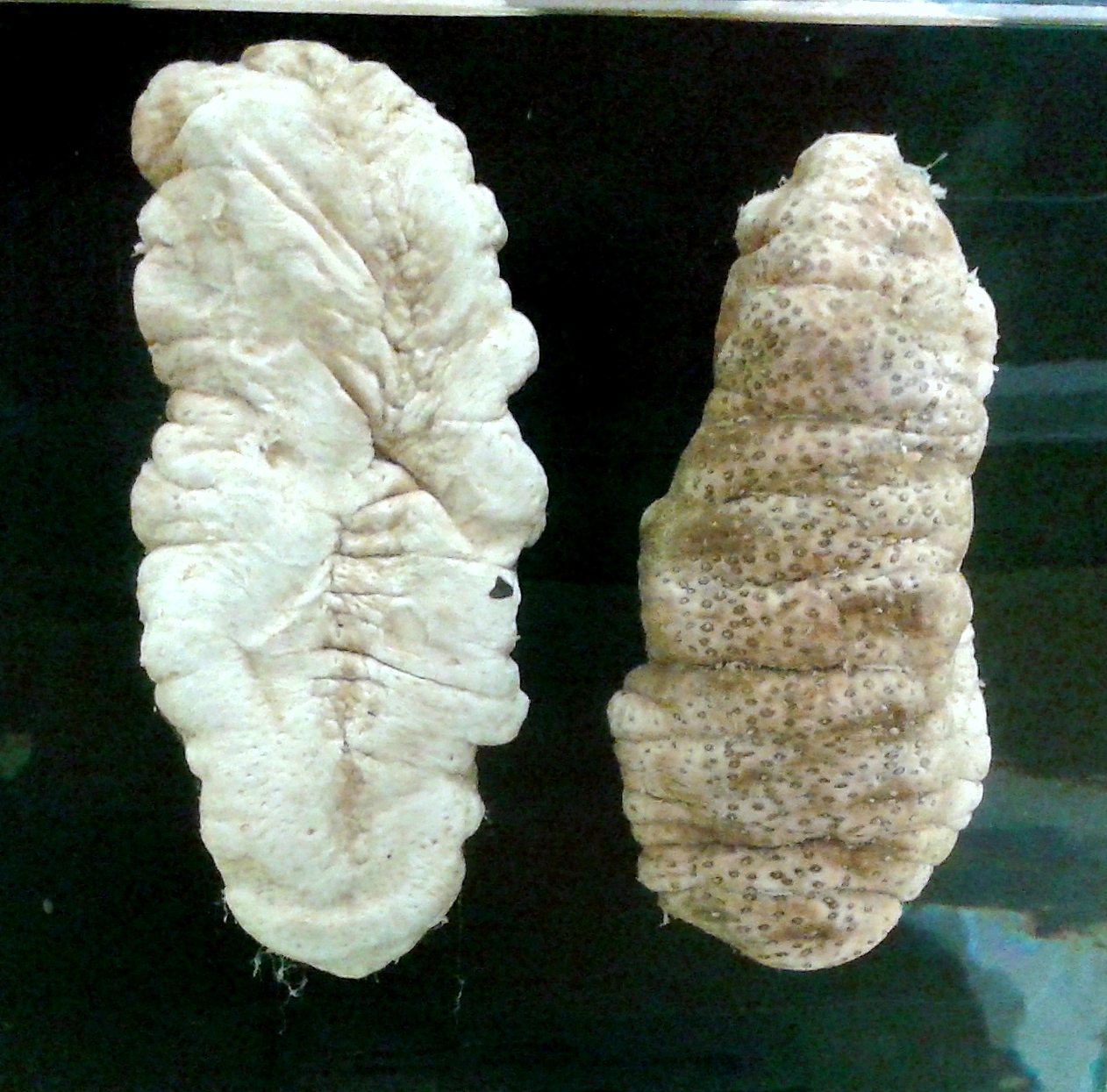
Mesothuria verrilli (spécimen préservé en muséum)

- Mesothuria abbreviata Koehler & Vaney, 1905
- Mesothuria bifurcata Hérouard, 1901
- Mesothuria carnosa Fisher, 1907
- Mesothuria cathedralis Heding, 1940
- Mesothuria crebrapedes Cherbonnier & Féral, 1981
- Mesothuria deani Mitsukuri, 1912
- Mesothuria edwardensis Massin, 1992
- Mesothuria gargantua Deichmann, 1930
- Mesothuria holothurioides Sluiter, 1901
- Mesothuria incerta Koehler & Vaney, 1905
- Mesothuria intestinalis (Ascanius, 1805)
- Mesothuria magellani (Ludwig, 1883)
- Mesothuria maroccana Perrier R., 1898
- Mesothuria megapoda Clark, 1920
- Mesothuria milleri Gebruk & Solis-Marin in Gebruk, Solis-Marin, Billett, Rogacheva & Tyler, 2011
- Mesothuria multipes Ludwig, 1893
- Mesothuria multipora Clark, 1920
- Mesothuria murrayi Théel, 1886
- Mesothuria oktaknemoides Heding, 1940
- Mesothuria oktaknemus Sluiter, 1901
- Mesothuria regularia Heding, 1940
- Mesothuria roulei (Koehler, 1895)
- Mesothuria rugosa Hérouard, 1912
- Mesothuria squamosa Koehler & Vaney, 1905
- Mesothuria sufflava Cherbonnier & Féral, 1984
- Mesothuria verrilli (Théel, 1886)

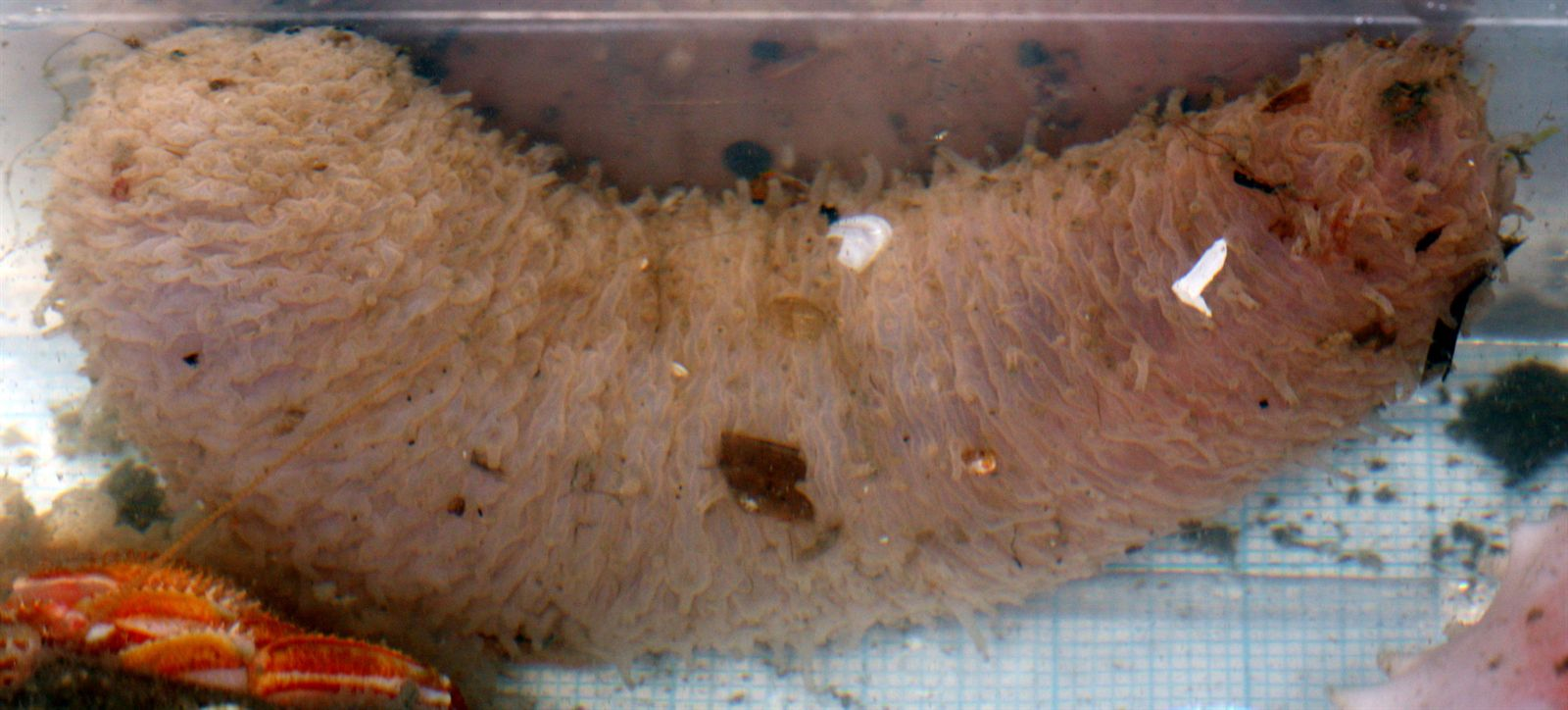
Mesothuria intestinalis
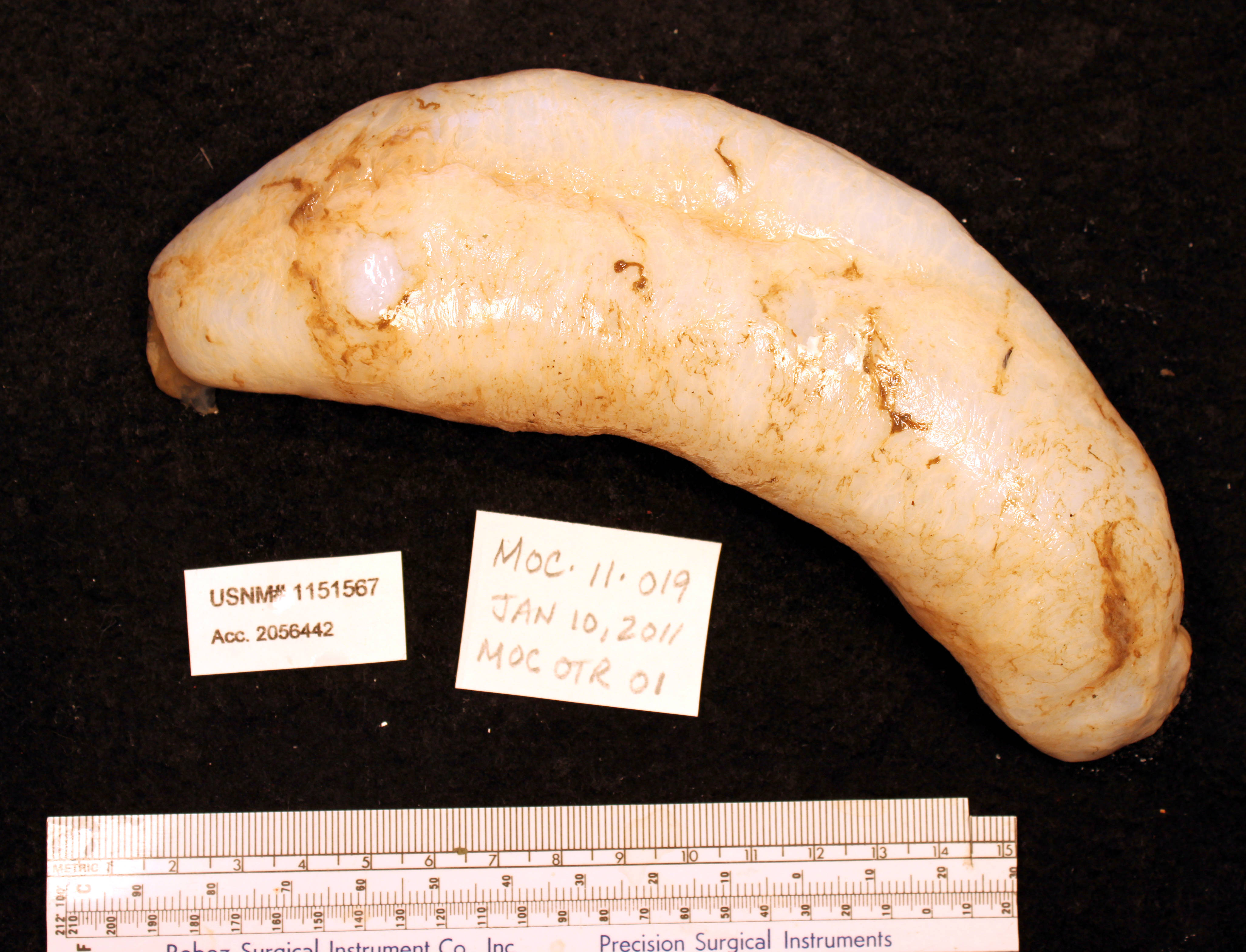
Mesothuria verrilli